# The Book of Ceremonial Magic
The Book of Ceremonial Magic de Arthur Edward Waite foi originalmente chamado de The Book of Black Magic and of Pacts. Foi publicado pela primeira vez em uma tiragem limitada em 1898, e distribuído mais amplamente sob o título The Book of Ceremonial Magic em 1910. É uma tentativa de documentar vários grimórios famosos, explicar a história por trás deles (refutando muitas das lendas que os cercam), discutir a teologia contida neles (por exemplo, levantando a questão de por que anjos bons seriam convocados para matar um inimigo) e sintetizar muitos grimórios famosos dentro de um sistema.